# Newquay Zoo
Newquay Zoo – ogród zoologiczny w angielskim mieście Newquay, w Kornwalii, o powierzchni ok. 13 akrów (5,3 ha). Instytucją prowadzącą ogród jest Whitley Wildlife Conservation Trust. W zbiorach ogrodu znajduje się ponad 170 gatunków zwierząt. Ogród istnieje od roku 1969. Od 1964 Newquay Zoo funkcjonuje na zasadzie zarejestrowanej organizacji charytatywnej.
W 2015 roku ogród odwiedziło 162 245 osób.

## Historia
Ogród otwarto w roku 1969. Do r. 1994 jego właścicielem i gospodarzem były władze dystryktu Restormel, następnie stał się własnością osób prywatnych Mike'a Thomasa i Rogera Martina. Od 2003 roku Newquay Zoo należy do organizacji Whitley Wildlife Conservation Trust, do której należą także ogrody zoologiczne Paignton Zoo oraz Living Coasts w Torquay. W r. 2008 ogród wyróżniony został nagrodą SILVER Visitor Attraction of the Year.

## Zwierzęta
W 2015 roku w ogrodzie zamieszkiwało 170 gatunków zwierząt, z czego 2/3 stanowiły ptaki i ssaki (stan z 31 grudnia 2015).
Ssaki (44 gatunki, 185 osobników)
- pancernik białowłosy (Euphractus sexcinctus)
- leniwiec krótkoszyi (Choloepus hoffmanni)
- lemuria koroniasta (Eulemur coronatus)
- lemur katta (Lemur catta)
- wari czarno-biały (Varecia variegata subcincta)
- Loris lydekkerianus grandis
- Callithrix geoffroyi
- Mico melanurus
- tamaryna dwubarwna (Saguinus bicolor)
- tamaryna wąsata (Saguinus imperator)
- kapucynka czarnobiała (Cebus capucinus)
- Cebus xanthosternos
- sajmiri (Saimiri sciureus)
- makak czubaty (Macaca nigra)
- wiewiórczak trójbarwny (Callosciurus prevostii)

- Tamiops swinhoei
- badylarka pospolita (Micromys minutus)
- szczur wędrowny (Rattus norvegicus)
- kawia domowa (Cavia porcellus)
- kapibara wielka (Hydrochoerus hydrochaeris)
- aguti oliwkowy (Dasyprocta azarae)
- królik europejski (Oryctolagus cuniculus)
- rudawka gromadna (Pteropus rodricensis)
- ryś euroazjatycki (Lynx lynx carpathica)
- kotek cętkowany (Prionailurus viverrinus)
- lew afrykański (Panthera leo)
- łaszak annamicki (Chrotogale owstoni)
- fossa madagaskarska (Cryptoprocta ferox)
- kuman wąskosmugi (Mungotictis decemlineata)
- mangustka długonosa (Crossarchus obscurus)

- mangustolisek afrykański (Cynictis penicillata)
- surykatka szara (Suricata suricatta)
- wyderka orientalna (Aonyx cinereus)
- kinkażu żółty (Potos flavus)
- pandka ruda (Ailurus fulgens fulgens)
- zebra pręgonoga (Equus burchelli chapmani)
- tapir anta (Tapirus terrestris)
- świnia negrosańska (Sus cebifrons negrinus)
- dzik europejski (Sus scrofa scrofa)
- kanczyl jawajski (Tragulus javanicus)
- sambar kropkowany (Cervus alfredi)
- gnu brunatne (Connochaetes gnou)
- niala grzywiasta (Tragelaphus angasii)
- koza domowa (Capra hircus)

Ptaki (68 gatunków, 390 osobników)
- perlica zwyczajna (Numida meleagris)
- indyk zwyczajny (Meleagris gallopavo)
- przepiórka madagaskarska (Margaroperdix madagarensis)
- przepiórka pstra (Coturnix delegorguei)
- pstropiór białoczelny (Arborophila gingica)
- bezszpon (Rollulus rouloul)
- kura domowa (Gallus gallus domesticus)
- wieloszpon lśniący (Polyplectron napoleonis)
- paw indyjski (Pavo cristatus)
- łabędź czarnoszyi (Cygnus melanocoryphus)
- drzewica białolica (Dendrocygna viduata)
- piżmówka (Cairina moschata)
- cudokaczka (Callonetta leucophrys)
- dziwonos (Sarkidiornis melanotos)
- dziwonos czarnoboczny (Sarkidiornis sylvicola)
- srebrzanka hotentocka (Anas hottentota)
- kapturnik (Lophodytes cucullatus)
- pingwin peruwiański (Spheniscus humboldti)
- bocian biały (Ciconia ciconia)
- koronnik czarny (Balearica pavonina pavonina)
- czajka srokata (Anitibyx armatus)
- muszkatela dwubarwna (Ducula bicolor)
- wyspiarek zbroczony (Gallicolumba luzonica)

- turkaweczka czarnogardła (Oena capensis)
- owocożer żółtobrody (Ptilinopus melanospila)
- owocożer różowogłowy (Ptilinopus porphyreus)
- zwisogłówka koroniasta (Loriculus galgulus)
- nierozłączka siwogłowa (Agapornis cana)
- papuzica duża (Coracopsis vasa)
- afrykanka zielonorzytna (Poicephalus robustus suahelicus)
- ara żółtoskrzydła (Ara macao)
- rudosterka błękitnoszyja (Pyrrhura cruentata)
- wróbliczka modrobrewa (Forpus conspicillatus)
- amazonka zmienna (Amazona autumnalis lilacina)
- puszczyk uralski (Strix uralensis)
- dzioborożec karbodzioby (Aceros plicatus)
- wąsaczek żółtorzytny (Pogoniulus bilineatus)
- tukan żółtogardły (Ramphastos vitellinus)
- kitta czerwonodzioba (Urocissa erythrorhyncha)
- szczeciak granatowy (Hypsipetes leucocephalus)
- szlarnik białooki (Zosterops poliogaster)
- szpakownik (Scissirostrum dubium)
- błyszczak rudobrzuchy (Spreo superbus)
- sroczek białorzytny (Copsychus malabaricus)
- złotokłos siwogłowy (Cossypha niveicapilla)
- sójkowiec żółtobrzuchy (Garrulax courtoisi)

- sójkowiec białogłowy (Garrulax bicolor)
- pekińczyk żółty (Leiothrix lutea)
- krasnoliczek szarolicy (Liocichla omeiensis)
- krasnosójkowiec krasnosterny (Trochalopteron milnei)
- wąsatka (Panurus biarmicus)
- wikłacz słoneczny (Euplectes afer)
- wikłacz czarnoskrzydły (Euplectes hordeaceus)
- astryld czarnorzytny (Estrilda troglodytes)
- motylik krasnouchy (Uraeginthus bengalus)
- motylik niebieskobrzuchy (Uraeginthus ianthinogaster)
- kroplik brązowobrzuchy (Clytospiza monteiri)
- melba pstra (Pytilia melba)
- amarantka czerwonodzioba (Lagonosticta senegala)
- amadyna czerwonodzioba (Amadina erythrocephala)
- bengalik złotobrzuchy (Amandava subflava)
- papuzik błękitny (Erythrura tricolor)
- mniszka dwubarwna (Lonchura bicolor)
- kardynałka (Gubernatrix cristata)
- kardynałek krasnogłowy (Paroaria dominicana)
- szafranka złotogłowa (Sicalis flaveola)
- indygówka niebieska (Cyanocompsa brissonii)
- tapiranga purpurowa (Ramphocelus bresilius)

Gady (16 gatunków, 101 osobników)
- żółw promienisty (Astrochelys radiata)
- żółw żółtogłowy (Indotestudo elongata)
- żółw lamparci (Stigmochelys pardalis)
- Acanthosaura capra
- Acanthosaura lepidogaster
- agama brodata (Pogona vitticeps)

- anolis zielony (Anolis carolinensis)
- Leiocephalus carinatus
- Gekko ulikovskii
- Hemidactylus frenatus
- Lygodactylus williamsi

- Egernia cunninghami
- Varanus beccari
- pyton królewski (Python regius)
- wąż bicz (Ahaetulla nasuta)
- Gonyosoma oxycephalum

Płazy (26 gatunków, 224 osobniki)
- traszka chińska (Cynops orientalis)
- traszka zagrosańska (Neurergus kaiseri)
- Paramesotriton laoensis
- salamandra plamista (Salamandra salamandra gallaica)
- traszka grzebieniasta (Triturus cristatus karelinii)
- traszka marmurkowa (Triturus marmoratus)
- Triturus vittatus
- Tylototriton shanjing
- krokodylotraszka himalajska (Tylototriton verrucosus)

- ropucha zielona (Bufotes viridis)
- ropucha paskówka (Epidalea calamita)
- Ingerophrynus galeatus
- aga (Rhinella marina)
- drzewołaz żółtopasy (Dendrobates leucomelas)
- drzewołaz niebieski (Dendrobates tinctorius)
- drzewołaz trójbarwny (Epipedobates tricolor)
- liściołaz pasiastopierśny (Mannophryne trinitatis)
- liściołaz dwubarwny (Phyllobates bicolor)

- Excidobates mysteriosus
- kumak dalekowschodni (Bombina orientalis)
- Agalychnis moreletii
- Hyperolius puncticulatus
- buczek południowoafrykański (Pyxicephalus adspersus)
- Pyxicephalus edulis
- wielkostopka domowa (Polypedates leucomystax)
- Theloderma corticale

Ryby (4 gatunki, 28 osobników)
- Garra flavatra
- brzanka purpurowa (Puntius nigrofasciatus)
- brzanka wysmukła (Puntius titteya)
- proporczykowiec Gardnera (Fundulopanchax gardneri)

Bezkręgowce (12 gatunków, 192 osobniki)
- achatina zwyczajna (Achatina achatina)
- Achatina fulica
- Heterometrus longimanus
- Brachypelma smithi

- ptasznik goliat (Theraphosa blondi)
- Nephila inaurata
- karaczan madagaskarski (Gromphadorhina portentosa)
- modliszka liściogłowa (Phyllocrania paradoxa)

- Aretaon asperrimus
- straszyk australijski (Extatosoma tiaratum)
- Archispirostreptus gigas
- Seychelleptus seychellarum